# Paterna de Rivera
Paterna de Rivera este un municipiu în provincia Cádiz, Andaluzia, Spania cu o populație de 5.246 locuitori.
1. ↑   https://www.lavozdelsur.es/ediciones/provincia-cadiz/paterna-rivera-defiende-su-lugar-en-historia-flamenco-suena-con-balneario_327658_102.html Lipsește sau este vid: |title= (ajutor)
2. ↑  Nomenclátor Geográfico de Municipios y Entidades de Población (20240402 edition)